# Saint-Jean-de-Boiseau
Saint-Jean-de-Boiseau – miejscowość i gmina we Francji, w regionie Kraj Loary, w departamencie Loara Atlantycka.
Według danych na rok 2010 gminę zamieszkiwało 5131 osób, a gęstość zaludnienia wynosiła 449 osób/km².